# Zobowiązanie przemienne
Zobowiązanie przemienne (łac. obligatio alternativa) – zobowiązanie, którego wykonanie polega na tym, że dłużnik może spełnić jedno z kilku alternatywnych świadczeń.
Zasadniczo wybór świadczenia należy do dłużnika. Może on dokonać wyboru przez złożenie oświadczenia woli drugiej stronie albo też po prostu spełniając dane świadczenie. 
Z czynności prawnej, ustawy bądź też z okoliczności może jednak wynikać, że uprawnienie do dokonania wyboru przysługuje wierzycielowi lub osobie trzeciej. Swe uprawnienie mogą zrealizować  przez złożenie oświadczenia woli drugiej stronie czynności. 
W sytuacji, gdy strona mająca wybrać świadczenie, nie dokona tego, druga strona może jej wyznaczyć odpowiedni termin. Po jego bezskutecznym upływie, uprawnienie do dokonania wyboru przechodzi na drugą stronę.